# Fernando Hierro
Fernando Ruiz Hierro (Vélez-Málaga, Málaga; 23 de marzo de 1968), más conocido como Fernando Hierro, es un  exfutbolista y entrenador español. Ocupa el cargo de director deportivo del Al-Nassr, de la Liga Profesional Saudí. Fue seleccionador de España durante la Copa Mundial de Rusia 2018.
Como futbolista, fue internacional con España y exjugador histórico del Real Madrid Club de Fútbol, donde ostentó la capitanía de ambos conjuntos. Inició su carrera en la demarcación de centrocampista y posteriormente retrasó su posición hasta la de defensa central, puesto en el que destacó como referente nacional e internacional en su época y por el que llegó a ser considerado como uno de los mejores futbolistas europeos de todos los tiempos. Desarrolló la mayor parte de su carrera futbolística en el club madrileño (1989-2003), con el que disputó 602 partidos y marcó 128 goles (situándose en su momento como el cuarto jugador con más encuentros disputados de la historia del club), logrando entre otros títulos, cinco Ligas, tres Ligas de Campeones y dos Intercontinentales y un total de dieciocho, uno de los más laureados de la entidad. Fue internacional absoluto con la selección española durante trece años (1989-2002), y su capitán desde 1998, totalizando 89 internacionalidades y 29 goles. Participó en cuatro Mundiales y dos Eurocopas.
Tras su retirada como futbolista, ocupó el cargo de director deportivo de la Real Federación Española de Fútbol (2007-2011 y 2017-2018), y fue director general del Málaga Club de Fútbol, en la temporada 2011-12. Como entrenador, se inició como segundo técnico del Real Madrid en la temporada 2014-15, para después dirigir al Real Oviedo en la temporada 2016-17 y a la selección española en la Copa Mundial de Rusia 2018.

## Trayectoria como futbolista
Se formó en la cantera del Vélez Club de Fútbol de su localidad natal, Vélez-Málaga. En 1986 fue fichado por el Real Valladolid Club de Fútbol a consejo de su hermano Manolo Hierro, que ya militaba en el club vallisoletano. Tras jugar en el Real Valladolid Promesas debutó en Primera División el 4 de octubre de 1987, en un partido frente al Real Club Deportivo Español. En 1989, apenas un mes después de jugar la final de la Copa del Rey contra el Real Madrid Club de Fútbol, su club llegó a un acuerdo con el Club Atlético de Madrid para su traspaso. Pero el mismo jugador expresó que prefería jugar en el club madridista, entidad por la que acabó firmando a cambio de unos doscientos millones de pesetas (1,2 millones de euros) y pagando una indemnización al Atlético.
En el conjunto madrileño fue alineado inicialmente por entrenadores como Radomir Antić en el puesto de mediocentro, aunque debido a la ausencia de centrales de confianza en plantilla, también desempeñó ese papel con frecuencia. El técnico Jorge Valdano le situó definitivamente como central en la temporada 1994-95. El 24 de marzo de 2001 alcanzó y rebasó la cifra de cien goles con la camiseta del Real Madrid, equipo con el que superaba, además, la cifra de 400 partidos en Primera División. Tras la retirada de Sanchís en 2001, Hierro se convirtió en el capitán del equipo. El año siguiente Fernando fue muy criticado por los medios de comunicación tras errar en numerosos partidos y mostrar signos de lentitud, las presiones de la prensa y parte de la afición llevaron a pensar que Hierro tenía las horas contadas en la entidad madridista.
Tras acabar esa temporada, la 2002-03, abandonó el Real Madrid junto con Vicente del Bosque en sendas polémicas decisiones para algunos aficionados, llegando en torno a un centenar de ellos a reunirse frente al estadio para manifestarse contra la decisión del club de prescindir de sus servicios. Ese verano fichó por el Al-Rayyan catarí, y en la temporada 2004/05 volvió al fútbol europeo con el Bolton Wanderers inglés de su antiguo compañero Iván Campo. Tras esta temporada, tanto el entrenador Sam Allardyce como los aficionados le pidieron que se quedara una temporada más, pero anunció su retirada el 10 de mayo de 2005. Días después fue homenajeado por el Real Madrid CF en un derbi contra el Club Atlético de Madrid donde realizó el saque de honor del partido, le fue entregada una camiseta conmemorativa y presenció el encuentro desde el palco de honor.
A nivel de distinciones individuales, recibió en febrero de 1996, la Medalla de Andalucía por «ser ejemplo de honradez, pundonor y entrega deportiva para numerosos jóvenes andaluces». En diciembre de 2002 ingresó en la Real Orden del Mérito Deportivo con la categoría de Medalla de Oro.

### Selección nacional
Fue internacional 89 veces y capitán entre 1998 y 2002. Debutó el 20 de septiembre de 1989, en un amistoso ante Polonia (1-0), y es el cuarto goleador histórico de la selección española, con 29 goles, tras de David Villa, Raúl González y Fernando Torres.
Uno de sus goles más importantes lo realizó en la fase de clasificación para la Copa del Mundo de 1994, al clasificar a España para ese torneo, tras anotar el gol de la victoria en el partido clave ante Dinamarca en Sevilla, a la salida de un saque de esquina, encontrándose el combinado español en inferioridad numérica tras la expulsión de Zubizarreta. El gol de Hierro y la gran actuación del meta suplente Santiago Cañizares (quien hacía su debut internacional aquel día) clasificaron a España.

#### Participaciones en fases finales
| Torneo              | Sede                   | Resultado        | Partidos | Goles |
| ------------------- | ---------------------- | ---------------- | -------- | ----- |
| Copa del Mundo 1990 | Italia                 | Octavos de final | 0        | 0     |
| Copa del Mundo 1994 | Estados Unidos         | Cuartos de final | 5        | 1     |
| Eurocopa 1996       | Inglaterra             | Cuartos de final | 4        | 0     |
| Copa del Mundo 1998 | Francia                | Primera fase     | 3        | 2     |
| Eurocopa 2000       | Bélgica y Países Bajos | Cuartos de final | 2        | 0     |
| Copa del Mundo 2002 | Corea del Sur y Japón  | Cuartos de final | 4        | 2     |

#### Goles como internacional
| \| # \| Fecha \| Lugar \| Rival \| Resultado \| Competición \| Minuto \| \| -- \| ---------- \| -------------------------------------------------- \| -------------------- \| --------- \| ----------------------------------- \| ------ \| \| 1 \| 19-12-1990 \| Estadio Ramón Sánchez Pizjuán, España \| Albania \| 9-0 \| Clasificación para la Eurocopa 1992 \| 37 \| \| 2 \| 19-02-1992 \| Estadio Luis Casanova, España \| Rusia \| 1-1 \| Amistoso \| 86 \| \| 3 \| 11-03-1992 \| Estadio José Zorrilla, España \| Estados Unidos \| 2-0 \| Amistoso \| 75 \| \| 4 \| 22-04-1992 \| Estadio Ramón Sánchez Pizjuán, España \| Albania \| 3-0 \| Clasificación Mundial 1994 \| 87 \| \| 5 \| 28-04-1992 \| Estadio Ramón Sánchez Pizjuán, España \| Irlanda del Norte \| 3-1 \| Clasificación Mundial 1994 \| 42 \| \| 6 \| 17-11-1993 \| Estadio Ramón Sánchez Pizjuán, España \| Dinamarca \| 1-0 \| Clasificación Mundial 1994 \| 63 \| \| 7 \| 02-07-1994 \| Robert F. Kennedy Memorial Stadium, Estados Unidos \| Suiza \| 3-0 \| Mundial 1994 \| 14 \| \| 8 \| 17-12-1994 \| Estadio de Heysel, Bélgica \| Bélgica \| 4-1 \| Clasificación para la Eurocopa 1996 \| 29 \| \| 9 \| 07-06-1995 \| Estadio Ramón Sánchez Pizjuán, España \| Armenia \| 1-0 \| Clasificación para la Eurocopa 1996 \| 63 \| \| 10 \| 06-09-1995 \| Nuevo Estadio de Los Cármenes, España \| Chipre \| 6-0 \| Clasificación para la Eurocopa 1996 \| 78 \| \| 11 \| 11-10-1995 \| Parken Stadion, Dinamarca \| Dinamarca \| 1-1 \| Clasificación para la Eurocopa 1996 \| 17 \| \| 12 \| 04-09-1996 \| Svangaskarð, Islas Feroe \| Islas Feroe \| 6-2 \| Clasificación Mundial 1998 \| 85 \| \| 13 \| 13-11-1996 \| Estadio Heliodoro Rodríguez López, España \| Eslovenia \| 4-1 \| Clasificación Mundial 1998 \| 64 \| \| 14 \| 30-04-1997 \| Estadio Estrella Roja, Serbia \| Serbia \| 1-1 \| Clasificación Mundial 1998 \| 18 \| \| 15 \| 08-06-1997 \| Estadio José Zorrilla, España \| Chipre \| 1-0 \| Clasificación Mundial 1998 \| 41 \| \| 16 \| 13-06-1998 \| Stade de la Beaujoire, Francia \| Nigeria \| 2-3 \| Mundial 1998 \| 20 \| \| 17 \| 24-06-1998 \| Stade Félix Bollaert, Francia \| Bulgaria \| 6-1 \| Mundial 1998 \| 4 \| \| 18 \| 14-10-1998 \| Bloomfield Stadium, Israel \| Israel \| 2-1 \| Clasificación para la Eurocopa 2000 \| 66 \| \| 19 \| 27-03-1999 \| Estadio de Mestalla, España \| Austria \| 9-0 \| Clasificación para la Eurocopa 2000 \| 35 \| \| 20 \| 05-05-1999 \| Estadio Ramón Sánchez Pizjuán, España \| Croacia \| 3-1 \| Amistoso \| 47 \| \| 21 \| 05-06-1999 \| El Madrigal, España \| San Marino \| 9-0 \| Clasificación para la Eurocopa 2000 \| 8 \| \| 22 \| 04-09-1999 \| Estadio Ernst Happel, Austria \| Austria \| 3-1 \| Clasificación para la Eurocopa 2000 \| 55 \| \| 23 \| 08-09-1999 \| Estadio Nuevo Vivero, España \| Chipre \| 8-0 \| Clasificación para la Eurocopa 2000 \| 89 \| \| 24 \| 07-10-2000 \| Estadio Santiago Bernabéu, España \| Israel \| 2-0 \| Clasificación Mundial 2002 \| 53 \| \| 25 \| 15-11-2000 \| Estadio Ramón Sánchez Pizjuán, España \| Países Bajos \| 1-2 \| Amistoso \| 67 \| \| 26 \| 24-03-2001 \| Estadio José Rico Pérez, España \| Liechtenstein \| 5-0 \| Clasificación Mundial 2002 \| 55 \| \| 27 \| 02-06-2001 \| Estadio Carlos Tartiere, España \| Bosnia y Herzegovina \| 4-1 \| Clasificación Mundial 2002 \| 26 \| \| 28 \| 02-06-2002 \| Estadio Guus Hiddink, Corea del Sur \| Eslovenia \| 3-1 \| Mundial 2002 \| 87 \| \| 29 \| 07-06-2002 \| Estadio Mundialista de Jeonju, Corea del Sur \| Paraguay \| 3-1 \| Mundial 2002 \| 82 \| |            |                                                    |                      |           |                                     |        |
| # | Fecha      | Lugar                                              | Rival                | Resultado | Competición                         | Minuto |
| 1 | 19-12-1990 | Estadio Ramón Sánchez Pizjuán, España              | Albania              | 9-0       | Clasificación para la Eurocopa 1992 | 37     |
| 2 | 19-02-1992 | Estadio Luis Casanova, España                      | Rusia                | 1-1       | Amistoso                            | 86     |
| 3 | 11-03-1992 | Estadio José Zorrilla, España                      | Estados Unidos       | 2-0       | Amistoso                            | 75     |
| 4 | 22-04-1992 | Estadio Ramón Sánchez Pizjuán, España              | Albania              | 3-0       | Clasificación Mundial 1994          | 87     |
| 5 | 28-04-1992 | Estadio Ramón Sánchez Pizjuán, España              | Irlanda del Norte    | 3-1       | Clasificación Mundial 1994          | 42     |
| 6 | 17-11-1993 | Estadio Ramón Sánchez Pizjuán, España              | Dinamarca            | 1-0       | Clasificación Mundial 1994          | 63     |
| 7 | 02-07-1994 | Robert F. Kennedy Memorial Stadium, Estados Unidos | Suiza                | 3-0       | Mundial 1994                        | 14     |
| 8 | 17-12-1994 | Estadio de Heysel, Bélgica                         | Bélgica              | 4-1       | Clasificación para la Eurocopa 1996 | 29     |
| 9 | 07-06-1995 | Estadio Ramón Sánchez Pizjuán, España              | Armenia              | 1-0       | Clasificación para la Eurocopa 1996 | 63     |
| 10 | 06-09-1995 | Nuevo Estadio de Los Cármenes, España              | Chipre               | 6-0       | Clasificación para la Eurocopa 1996 | 78     |
| 11 | 11-10-1995 | Parken Stadion, Dinamarca                          | Dinamarca            | 1-1       | Clasificación para la Eurocopa 1996 | 17     |
| 12 | 04-09-1996 | Svangaskarð, Islas Feroe                           | Islas Feroe          | 6-2       | Clasificación Mundial 1998          | 85     |
| 13 | 13-11-1996 | Estadio Heliodoro Rodríguez López, España          | Eslovenia            | 4-1       | Clasificación Mundial 1998          | 64     |
| 14 | 30-04-1997 | Estadio Estrella Roja, Serbia                      | Serbia               | 1-1       | Clasificación Mundial 1998          | 18     |
| 15 | 08-06-1997 | Estadio José Zorrilla, España                      | Chipre               | 1-0       | Clasificación Mundial 1998          | 41     |
| 16 | 13-06-1998 | Stade de la Beaujoire, Francia                     | Nigeria              | 2-3       | Mundial 1998                        | 20     |
| 17 | 24-06-1998 | Stade Félix Bollaert, Francia                      | Bulgaria             | 6-1       | Mundial 1998                        | 4      |
| 18 | 14-10-1998 | Bloomfield Stadium, Israel                         | Israel               | 2-1       | Clasificación para la Eurocopa 2000 | 66     |
| 19 | 27-03-1999 | Estadio de Mestalla, España                        | Austria              | 9-0       | Clasificación para la Eurocopa 2000 | 35     |
| 20 | 05-05-1999 | Estadio Ramón Sánchez Pizjuán, España              | Croacia              | 3-1       | Amistoso                            | 47     |
| 21 | 05-06-1999 | El Madrigal, España                                | San Marino           | 9-0       | Clasificación para la Eurocopa 2000 | 8      |
| 22 | 04-09-1999 | Estadio Ernst Happel, Austria                      | Austria              | 3-1       | Clasificación para la Eurocopa 2000 | 55     |
| 23 | 08-09-1999 | Estadio Nuevo Vivero, España                       | Chipre               | 8-0       | Clasificación para la Eurocopa 2000 | 89     |
| 24 | 07-10-2000 | Estadio Santiago Bernabéu, España                  | Israel               | 2-0       | Clasificación Mundial 2002          | 53     |
| 25 | 15-11-2000 | Estadio Ramón Sánchez Pizjuán, España              | Países Bajos         | 1-2       | Amistoso                            | 67     |
| 26 | 24-03-2001 | Estadio José Rico Pérez, España                    | Liechtenstein        | 5-0       | Clasificación Mundial 2002          | 55     |
| 27 | 02-06-2001 | Estadio Carlos Tartiere, España                    | Bosnia y Herzegovina | 4-1       | Clasificación Mundial 2002          | 26     |
| 28 | 02-06-2002 | Estadio Guus Hiddink, Corea del Sur                | Eslovenia            | 3-1       | Mundial 2002                        | 87     |
| 29 | 07-06-2002 | Estadio Mundialista de Jeonju, Corea del Sur       | Paraguay             | 3-1       | Mundial 2002                        | 82     |

## Trayectoria como entrenador

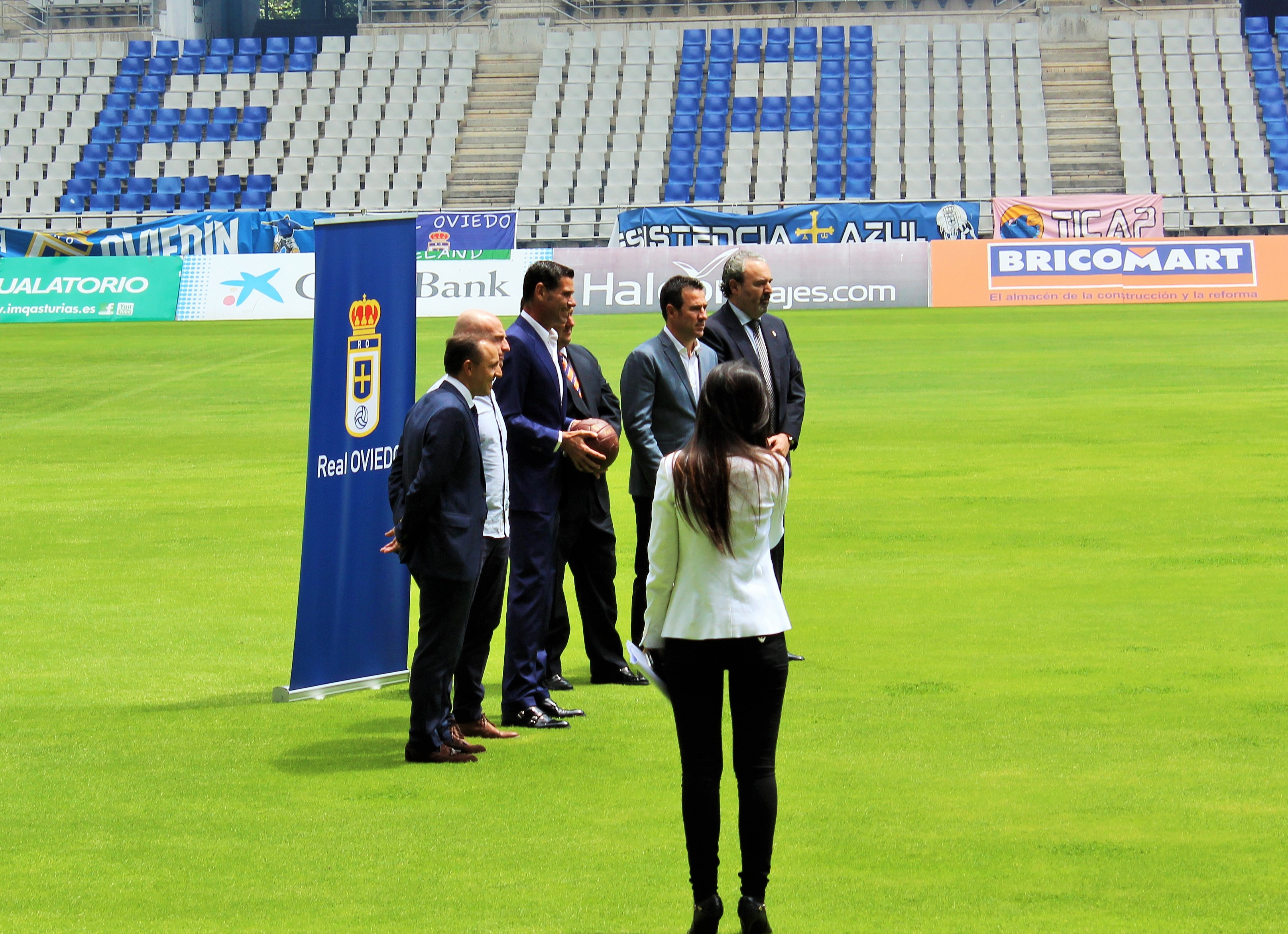
Presentación con el Real Oviedo.

### Clubes
Tras su paso por la dirección deportiva de la federación española (2007-2011), el 12 de agosto de 2014, comenzó su trayectoria como técnico en el Real Madrid, al ser nombrado entrenador adjunto de Carlo Ancelotti en la temporada 2014/15.
El 8 de junio de 2016, el Real Oviedo anunció su fichaje como entrenador del primer equipo para una temporada. "El proyecto me ilusiona al máximo, por su tradición y afición de Primera, y la estabilidad del Grupo Carso", reconoció Hierro tras confirmarse su fichaje como entrenador. Tras una temporada en la que concluyó con el octavo puesto del campeonato, abandonó el club ovetense, después de que la dirección deportiva no hiciese efectiva la renovación por una temporada más.

### Seleccionador nacional
El 23 de noviembre de 2017, comenzó su segunda etapa como director deportivo de la Real Federación Española de Fútbol. Sin embargo, el 13 de junio de 2018, en plena concentración de la selección nacional en Krasnodar, Rusia, fue designado como seleccionador absoluto, tras la fulminante destitución de Julen Lopetegui, a dos días del comienzo del Mundial para España. La participación del combinado nacional en la cita mundialista se saldó con una victoria y tres empates, siendo eliminada en octavos ante la anfitriona Rusia, tras el 1-1 y la tanda de penaltis. El 8 de julio Hierro anunció su no continuidad al frente de la selección, ni tampoco en el cargo de la dirección deportiva de la federación.

#### Participaciones en Fases Finales
| Mundial                | Sede  | Resultado        |
| ---------------------- | ----- | ---------------- |
| Copa Mundial FIFA 2018 | Rusia | Octavos de final |

## Trayectoria como director deportivo

### Selección nacional

#### Selección de fútbol de España (Primera etapa y Segunda etapa)
Tras su retirada como futbolista, ocupó el cargo de director deportivo de la Real Federación Española de Fútbol (2007-2011 y 2017-2018), coincidiendo en su primera etapa con el «doblete Eurocopa–Mundial».

#### Participaciones en Fases Finales
| Torneo                 | Sede            | Resultado |
| ---------------------- | --------------- | --------- |
| Eurocopa 2008          | Austria y Suiza | Campeón   |
| Copa Mundial FIFA 2010 | Sudáfrica       | Campeón   |

### Málaga CF
Entremedias de sus dos etapas en la federación, fue director general del Málaga Club de Fútbol, en la temporada 2011-12, en la que el club tuvo su mejor participación histórica en Liga, clasificándose para disputar la Liga de Campeones.

### Club Deportivo Guadalajara
El 17 de octubre del 2022 fue presentado como nuevo Director Deportivo del Club Deportivo Guadalajara, equipo conocido en México como Chivas, en el cual también se hizo cargo del equipo filial Club Deportivo Tapatío. Con el equipo filial ganó la Liga de Expansión MX en el torneo Clausura 2023.En 2024 se anunció su retiro de dicha posición.

### Al-Nassr
En junio de 2024 es anunciado como nuevo Director Deportivo del Al-Nassr de la primera división saudí.

## Clubes

### Jugador
Datos actualizados a fin de carrera deportiva.
Contabilizado un gol y un partido en la Copa Iberoamericana, título oficial Conmebol-RFEF, que no se suele contabilizar en sus estadísticas.
| Real Valladolid C. F.  | 1987-88       | 1.ª           | 29  | 0   | 2  | — | —   | —  | 0   | - | 0.03 |
| Real Valladolid C. F.  | 1988-89       | 1.ª           | 29  | 2   | 6  | — | —   | —  | 2   | - | 0.06 |
| Real Valladolid C. F.  | Total club    | Total club    | 59  | 2   | 8  | 0 | 0   | 0  | 2   | 0 | 0.05 |
| Real Madrid C. F.      | 1989-90       | 1.ª           | 37  | 7   | 5  | — | 4   | —  | 7   | - | 0.15 |
| Real Madrid C. F.      | 1990-91       | 1.ª           | 35  | 7   | 3  | — | 5   | 1  | 8   | - | 0.19 |
| Real Madrid C. F.      | 1991-92       | 1.ª           | 37  | 21  | 7  | 3 | 9   | 2  | 26  | - | 0.49 |
| Real Madrid C. F.      | 1992-93       | 1.ª           | 33  | 13  | 6  | — | 6   | 5  | 18  | - | 0.40 |
| Real Madrid C. F.      | 1993-94       | 1.ª           | 34  | 10  | 5  | — | 5   | 2  | 12  | - | 0.27 |
| Real Madrid C. F.      | 1994-95       | 1.ª           | 33  | 7   | 2  | — | 5   | —  | 7   | - | 0.18 |
| Real Madrid C. F.      | 1995-96       | 1.ª           | 31  | 7   | 4  | 1 | 5   | 1  | 9   | - | 0.23 |
| Real Madrid C. F.      | 1996-97       | 1.ª           | 39  | 6   | 6  | 2 | —   | —  | 8   | - | 0.18 |
| Real Madrid C. F.      | 1997-98       | 1.ª           | 28  | 3   | 2  | — | 10  | 3  | 6   | - | 0.15 |
| Real Madrid C. F.      | 1998-99       | 1.ª           | 28  | 6   | 3  | 1 | 9   | 1  | 8   | - | 0.20 |
| Real Madrid C. F.      | 1999-00       | 1.ª           | 20  | 5   | 2  | — | 14  | 2  | 7   | - | 0.16 |
| Real Madrid C. F.      | 2000-01       | 1.ª           | 29  | 6   | 1  | — | 13  | 1  | 7   | - | 0.14 |
| Real Madrid C. F.      | 2001-02       | 1.ª           | 30  | 4   | 5  | — | 14  | —  | 4   | - | 0.10 |
| Real Madrid C. F.      | 2002-03       | 1.ª           | 25  | —   | 1  | 1 | 12  | —  | 1   | - | 0.03 |
| Real Madrid C. F.      | Total club    | Total club    | 439 | 102 | 52 | 8 | 111 | 18 | 128 | - | 0.21 |
| Al-Rayyan S. C.        | 2003-04       | 1.ª           | 19  | 3   | —  | — | —   | —  | 0   | 3 | 0.16 |
| Bolton Wanderers F. C. | 2004-05       | 1.ª           | 29  | 1   | —  | — | —   | —  | 1   | 1 | 0.03 |
| Total carrera          | Total carrera | Total carrera | 545 | 108 | 60 | 8 | 111 | 18 | 131 | 4 | 0.19 |
| 1. 2. 3.               |               |               |     |     |    |   |     |    |     |   |      |

### Director deportivo
| Club                       | País           | Año       |
| -------------------------- | -------------- | --------- |
| Selección de España        | España         | 2007-2011 |
| Málaga C.F.                | España         | 2011-2012 |
| Selección de España        | España         | 2017-2018 |
| Club Deportivo Guadalajara | México         | 2022-2024 |
| Al-Nassr                   | Arabia Saudita | 2024-Act. |

### Entrenador
| Club        | Temporada    | P  | PG | PE | PP | GF | GC | DG | % v.   |
| ----------- | ------------ | -- | -- | -- | -- | -- | -- | -- | ------ |
| Real Oviedo | 2016-17      | 43 | 17 | 10 | 16 | 50 | 51 | -1 | 47.29% |
| Selección   | Campeonato   | P  | PG | PE | PP | GF | GC | DG | % v.   |
| España      | Mundial 2018 | 4  | 1  | 3  | 0  | 7  | 6  | +1 | 50%    |
| Total       | Total        | 47 | 18 | 13 | 16 | 57 | 57 | 0  | 47.52% |

## Palmarés

### Títulos nacionales
| Título             | Club              | Año  |
| ------------------ | ----------------- | ---- |
| Campeonato de Liga | Real Madrid C. F. | 1990 |
| Supercopa          | Real Madrid C. F. | 1990 |
| Copa               | Real Madrid C. F. | 1993 |
| Supercopa          | Real Madrid C. F. | 1993 |
| Campeonato de Liga | Real Madrid C. F. | 1995 |
| Campeonato de Liga | Real Madrid C. F. | 1997 |
| Supercopa          | Real Madrid C. F. | 1997 |
| Campeonato de Liga | Real Madrid C. F. | 2001 |
| Supercopa          | Real Madrid C. F. | 2001 |
| Campeonato de Liga | Real Madrid C. F. | 2003 |
| Copa               | Al Rayyan S. C.   | 2004 |

### Títulos internacionales
| Título                | Club              | Año  |
| --------------------- | ----------------- | ---- |
| Copa Iberoamericana   | Real Madrid C. F. | 1994 |
| Liga de Campeones     | Real Madrid C. F. | 1998 |
| Copa Intercontinental | Real Madrid C. F. | 1998 |
| Liga de Campeones     | Real Madrid C. F. | 2000 |
| Liga de Campeones     | Real Madrid C. F. | 2002 |
| Copa Intercontinental | Real Madrid C. F. | 2002 |
| Supercopa de Europa   | Real Madrid C. F. | 2002 |

### Distinciones individuales
| Distinción                                   | Año  |
| -------------------------------------------- | ---- |
| Mejor Defensa de la Liga de Campeones        | 1998 |
| Equipo de las Estrellas de la Copa del Mundo | 2002 |
| Marca Leyenda                                | 2011 |

### Condecoraciones
| Distinción                                           | Año  |
| ---------------------------------------------------- | ---- |
| Medalla de Oro de la Real Orden del Mérito Deportivo | 2002 |
| Medalla de Andalucía                                 | 1996 |

### Títulos nacionales
| Título               | Club    | País   | Año  |
| -------------------- | ------- | ------ | ---- |
| Liga de Expansión MX | Tapatío | México | 2023 |

### Títulos internacionales
| Título                 | Club               | País            | Año  |
| ---------------------- | ------------------ | --------------- | ---- |
| Eurocopa               | Selección Española | Austria y Suiza | 2008 |
| Copa Mundial de Fútbol | Selección Española | Sudáfrica       | 2010 |